# (464292) 2016 AG78
(464292) 2016 AG78 es un asteroide perteneciente al cinturón de asteroides, descubierto el 10 de marzo de 2007 por el equipo Spacewatch desde el Observatorio Nacional de Kitt Peak (Arizona, Estados Unidos).